# Justizamt Schüpf
Das Justizamt Schüpf war eine während der napoleonischen Zeit von 1807 bis 1810 bestehende Verwaltungseinheit im Norden des Großherzogtums Baden.

## Geschichte
Zu Zeiten des Heiligen Römischen Reiches hatte sich in der im Tauberland gelegenen Herrschaft Schüpfergrund recht komplizierte Machtverhältnisse herausgebildet. Der Bereich lag unter kirchlicher Landeshoheit von Kurmainz, was aber vom konkurrierenden Hochstift Würzburg in Detailfragen immer wieder bestritten wurde. Hieran änderte das Inkrafttreten der Bestimmungen des Reichsdeputationshauptschlusses 1803 zunächst wenig. Der mainzische Anteil war dem Fürstentum Leiningen zugefallen, was aber das Kurfürstentum Bayern als Nachfolger Würzburgs nicht anerkannte. Leiningen wurde in Umsetzung der Rheinbundakte 1806 mediatisiert und in diesem Bereich der badischen Landeshoheit. Erst 1807 verzichtete das Königreich Bayern in einem Staatsvertrag auf seine Ansprüche. Die Ortsherrschaft lag als Kondominium bei einer Ganerbschaft. Dies hatte der Inhaber von Schüpf, Albrecht von Rosenberg, der 1572 ohne Nachkommen verstorben war, für seinen Allodialbesitz testamentarisch so verfügt. Im Laufe der Zeit waren hieran verschiedene Adelsfamilien beteiligt, darunter Dienheim, Leyen, Hoheneck, Fugger, Seyfried, Gemmingen und Degenfeld.
Im Sommer 1807 wurde der Bereich zunächst dem standesherrlichen Amt Boxberg zugeteilt. Bereits im Dezember 1807 wurde dieses in zwei, als Justizamt titulierte Teile aufgespaltet. Oberschüpf, Unterschüpf, Uiffingen, Lengenrieden, Sachsenflur und Kupprichhausen bildeten ab da eine eigene Verwaltungseinheit, die der Landvogtei Miltenberg zugeordnet war. Dies betraf aber nur die leiningschen Anteile, die grundherrschaftlichen der Ganerbschaft waren der Landvogtei direkt unterstellt. Im Rahmen der Verwaltungsgliederung Badens zählte es zunächst zur Provinz des Unterrheins oder der Badischen Pfalzgrafschaft, ab 1809 zum Main- und Tauberkreis.
1810 wurde das Justizamt Schüpf wieder aufgelöst, die Orte kamen zurück zu Boxberg.

## Spätere Entwicklung
Bei der Auflösung des Bezirksamt Boxberg 1924 fielen seine Gemeinden in diesem Bereich an das Bezirksamt Tauberbischofsheim, das 1939 in den Landkreis Tauberbischofsheim überging. Mit der Kreisreform 1973 kamen so die Orte des Amtes Schüpf zum Main-Tauber-Kreis. Mit Ausnahme von Sachsenflur (1975 zu Lauda-Königshofen) wurden sie in der ersten Hälfte der 1970er-Jahre in die Stadt Boxberg eingemeindet.